# Федор фон Бок
Моріц Альбрехт Франц Фрідріх Федор фон Бок (нім. Moritz Albrecht Franz Friedrich Fedor von Bock; 3 грудня 1880, Кюстрін — 4 травня 1945, Ольденбург) — німецький воєначальник часів Третього Рейху, генерал-фельдмаршал (1940) Вермахту. Кавалер Pour le Mérite (1918) та Лицарського хреста Залізного хреста (1939). Командувач групи армій «Північ» у 1939 році під час завоювання Польщі, групи армій «В» у 1940 році Французької кампанії, групи армій «Центр» у 1941 році й групи армій «Південь» у 1942 році в ході війни проти СРСР.
Фон Бок відомий завдяки командуванню головною ударною силою німецьких військ — групою армій «Центр» — із початку вторгнення нацистської Німеччини до Радянського Союзу та під час невдалої операції «Тайфун» — спроби захопити Москву взимку 1941 року. У грудні 1941 фон Бок через поразку під Москвою пішов із посади командувача групою армій «Центр». Але вже в січні 1942 фон Бок був вдруге особисто фюрером запрошений на службу та знову призначений на головний напрямок німецького наступу — на південне крило німецько-радянського фронту. Проте через млявий стиль керівництва військами під час ведення операції «Блау», фельдмаршал був усунутий з посади командувача та відправлений у відставку.
Фон Бок не належав до числа видатних полководців сучасності, але був здібним воєначальником, про що переконливо свідчать його численні перемоги на бойовищах Другої світової війни. Фельдмаршал не мав особливих талантів, але володів твердою волею, завидною холоднокровністю і надзвичайною наполегливістю при вирішенні завдань. Авторитет фон Бока в армії був досить високий, попри його суворість і сухуватість; він мав певну повагу і популярність серед представників генералітету нацистської Німеччини завдяки своїм успіхам на полі битви та характеру стоїка. Водночас у середовищі німецьких солдатів, через свої постійні заклики про високу честь померти за німецьку батьківщину, отримав прізвисько — нім. «Der Sterber» (буквально «вмираючий»). Фон Бок був переконаним прибічником монархії й явним противником нацизму, але постійно тримався осторонь політики. Хоч особисто він не любив Гітлера, брати участь у заколоті та замаху на його життя відмовився.
4 травня 1945 генерал-фельдмаршал Федор фон Бок разом із дружиною та єдиною донькою загинули в результаті повітряної атаки британського винищувача-бомбардувальника на Кільському шосе поблизу міста Ольденбург на шляху до Гамбурга. Фон Бок став єдиним із гітлерівських фельдмаршалів, хто загинув унаслідок бойових дій.

## Біографія

### Родина фон Бока
Моріц Альбрехт Франц Фрідріх Федор фон Бок народився 3 грудня 1880 року в Кюстріні (Бранденбург, сучасна Польща) в аристократичній протестантській прусській сім'ї спадкового військового Моріца фон Бока. Родина, що вела свій родовід із часів тевтонських лицарів, мала також своє коріння в генеалогічному древі королівського роду Гогенцоллернів. Його батько, Карл Моріц фон Бок, командував полком під час франко-прусської війни і був нагороджений за мужність у битві при Седані. Він був поранений, але продовжував керувати діями полку з лазарету і вирушив у тил тільки тоді, коли бій закінчився перемогою пруссаків. Командувач прусськими військами в тій битві генерал Август фон Гебен представив фон Бока-старшого до нагороди, але кайзер Вільгельм вважав за благо дати йому замість ордена дворянство.
Його дід служив у прусській армії і брав участь у наполеонівських війнах, відзначився в битві під Єною та Ауерштедтом, а пра-прадід — в армії короля Фрідріха Великого. Мати фон Бока також належала до не менш великоможного роду Фалькенгайнів. Так серед її родичів був Еріх фон Фалькенгайн — військовий міністр (1913—1914) та начальник Генерального штабу Німецької імперії (1914—1916). Сімейства Боків та Фалькенгайнів володіли великими маєтками у Східній Пруссії і були пов'язані родинними зв'язками не лише з німецькою, але і з російською аристократією. Тому багато хто з них мав російські імена. Коли народився Бок, то його за сімейною традицією теж назвали російським іменем — Федор.
Дитинство Федор провів у старовинному місті-фортеці Кюстрін на річці Одер, казарми якого існували ще за часів Фрідріха Великого. Годинами хлопчик грав на березі фортечного рову, пізнаючи військову історію Пруссії. З раннього віку, під впливом батька, фон Боку було прищеплене почуття патріотизму, відданості державі і військовій професії, що своєю чергою наклало відбиток на всю його подальшу кар'єру, поведінку та вчинки за часів двох світових воєн. Сенсом життя фон Бока стала ціль: за будь-яку ціну досягти найвищих посад в армії. У ньому так ніколи і не викорінилося презирство до всього, що не мало відношення до Пруссії або до армії. Зокрема, одного разу фон Бок зізнався, що з усіх видів мистецтва його могла розчулити тільки гра духового оркестру. Байдужий до гарної їжі і напоїв він міг постити впродовж кілька днів, але продовжував виконувати свої обов'язки із завзяттям, що доходило до фанатизму. Внаслідок отриманого в родині виховання фон Бок виріс надзвичайно ам6іційним, зарозумілим, свавільним, абсолютно серйозним, начисто позбавленим почуття гумору чоловіком.

### Початок військової кар'єри
Федор із дитинства був покликаний для військової служби, що в сімействі фон Боків вважалася спадковою, та вже у восьмирічному віці хлопець вступив на навчання до Грос-Ліхтерфельдського кадетського корпусу в Потсдамі, де він відзначився ґрунтовними знаннями академічних предметів, іноземних мов, математики, історії. Вільно розмовляв французькою, і доволі вільно англійською та російською мовами.
У 17-річному віці, після закінчення кадетського корпусу, фон Бок прибув на посаду кандидата в офіцери до 5-го гвардійського Потсдамського піхотного полку. Через рік він став офіцером і отримав звання лейтенанта. Спочатку службу в гвардії фон Бок проходив на посадах командира взводу. 1904 року Ф. фон Бок став ад'ютантом батальйону, а в 1906 році — ад'ютантом полку.
На товаришів по службі фон Бок справляв враження серйозного чоловіка, який рідко посміхався. Його також характеризували, як зверхнього, дещо амбітного офіцера, який дуже серйозно ставився до військової справи, де він не став видатним теоретиком, але відзначався надзвичайною цілеспрямованістю та старанністю. Його найвідомішим висловом стало твердження, що найвищою славою для німецького солдата може бути тільки смерть заради Батьківщини. За такі якості товариші по службі прозвали його «Святий вогонь Кюстріна».
- 15 березня 1898 — лейтенант
- 10 вересня 1908 — оберлейтенант
- 22 березня 1912 — гауптман
- 30 грудня 1916 — майор
- 18 грудня 1920 — оберстлейтенант
- 1 травня 1925 — оберст
- 1 лютого 1929 — генерал-майор
- 1 лютого 1931 — генерал-лейтенант
- 1 березня 1935 — генерал від інфантерії
- 15 березня 1933 — генерал-полковник
- 19 липня 1940 — генерал-фельдмаршал

1906 фон Бок вступив на навчання до Військової Академії в Берліні. 1910 року він її закінчив і отримав призначення на стажування до Імперського Генерального штабу. 22 березня 1912 після закінчення програми курсу він був призначений на посаду офіцера Генштабу і підвищений в гауптмани. У Генеральному штабі він приєднався до Патріотичної армійської ліги, де зійшовся у поглядах та став близьким товаришем з іншими молодими німецькими офіцерами, такими як Вальтер фон Браухіч, Франц Гальдер і Герд фон Рундштедт. 1913 року призначений головним інтендантом гвардійського корпусу.
У 1905 році Федор фон Бок одружився з Маллі фон Райхенбах (нім. Mally von Reichenbach) — дворянкою зі знатного прусського роду, з якою він зустрічався раніше в Берліні.. Весілля відбулося в традиційному військовому стилі в Потсдамському гарнізоні. Два роки по тому народилася дочка.

### Перша світова війна
Протягом всієї Першої світової війни фон Бок служив переважно в ролі офіцера Генерального штабу на Західному фронті, за винятком короткого періоду, який він провів на передовій на посаді командира батальйону 4-го Прусського гвардійського полку. У 1914–1916 роках фон Бок на штабних посадах у групі армій кронпринца Рупрехта Баварського, з яким перебував у приятельських стосунках. У 1914—1915 роках Ф. фон Бок був начальником оперативного відділу штабу 6-ї армії, підпорядковуючись начальнику штабу графу Фрідріху фон дер Шуленбургу. Був нагороджений Залізним хрестом 1-го і 2-го класів.
У 1917 році Ф. фон Бок нетривалий час був командиром батальйону 4-го гвардійського (прусського) полку, який прозвали «батальйоном смертників». Брав участь у битвах на Соммі та під Камбре, де продемонстрував відмінні командирські якості. 1918 року за мужність, проявлену в битві при Соммі, він став кавалером ордена «За заслуги» («Pour le Mérite»). В офіційному поданні про нагородження нічого не вказано про обставини, що послугували до заохочення молодого офіцера, але коли описувалася хоробрість фон Бока, замість звичайного для таких випадків прикметника «видатна» було використано інше — «неймовірна», що для імперської армії було вже само по собі унікально. Подальша його служба пройшла старшим офіцером Генштабу у 20-й піхотній дивізії в Південній Німеччині, що була резервним формуванням і не дотягувала до стандартів гвардії. Тут фон Бок зіткнувся з ненавистю з боку всіх офіцерів штабу. І надалі збереглася подібна тенденція: ніхто із соратників ніколи не любив фон Бока і не відчував до нього великої поваги, а той сприймав це як само собою зрозуміле. Проте справи в дивізії йшли непогано. В одному з повідомлень американської розвідки 1918 року вона була названа «…однією з найкращих дивізій німецької армії». Війну Федор фон Бок закінчив у чині майора.
За два дні до перемир'я він зустрівся з кайзером Вільгельмом II у Спа (Бельгія). Він переконував кайзера повернутися до Берліна і придушити повстання в Кілі, проте марно.

### Між світовими війнами
Після капітуляції Німеччини та розпуску кайзерівської армії Федор фон Бок був залишений служити в рейхсвері — армії Веймарської республіки. Навесні 1919 брав участь у комісії з примирення на Паризькій мирній конференції. Надалі служив у штабі начальника управління сухопутними військами Рейхсверу генерала Ганса фон Зекта. Пізніше був призначений начальником штабу 3-ї піхотної дивізії — 3-го військового округу (Берлін), підвищений в оберст-лейтенанти. З колегами по службі у Ф. фон Бока відношення складалися вкрай важко через його надзвичайну зарозумілість та амбітність.

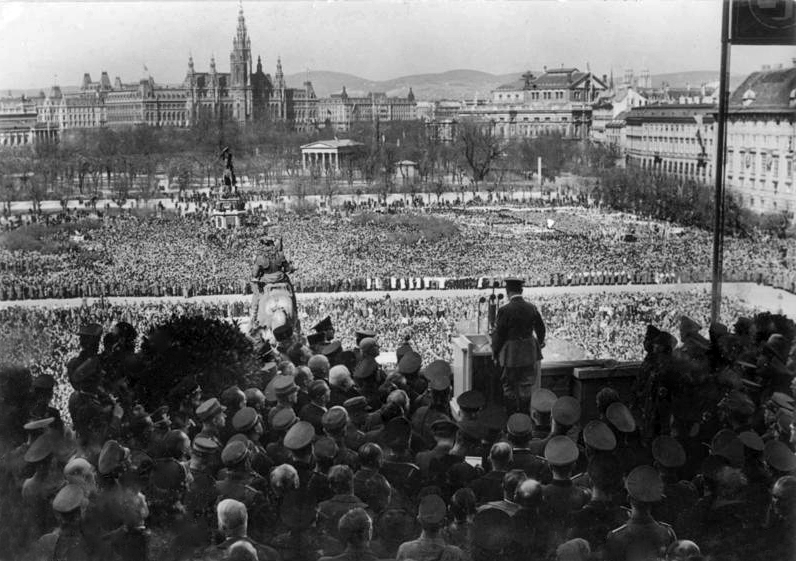
Гітлер оголошує аншлюс на Гельденпляц у Відні, 15 березня 1938

На початку 1920-х фон Бок увійшов до числа довірених осіб начальника управління Сухопутними військами генерала Г. фон Зекта і взяв найактивнішу участь у створенні так званого «чорного рейхсверу» (незаконні військові формування, що в порушення умов Версальського мирного договору були створені для повалення республіки і відновлення монархії). Фон Бок разом із Куртом фон Шлейхером, О. Оттом та Куртом фон Хамерштайн-Еквордом, членами таємної групи, відомої як «Зондергрупа R» (нім. Sondergruppe R) відповідав за комплектування напіввоєнізованих формувань, що допомагали Німеччині уникнути вимог частини V Версальського договору, яка обмежувала чисельність збройних сил Німеччини 100 000 вояками. Офіцери цій команди здійснювали підтримку та зв'язок із так званими «Робочими командами» (нім. Arbeits-Kommandos), які офіційно призначалися для надання допомоги в реалізації цивільних проєктів, але насправді були погано замаскованими підрозділами колишніх військових. Це дозволило Німеччині перевищувати обмеження на чисельність військ встановлених Версалем. «Чорний рейхсвер» став сумнозвісним завдяки своїй практиці вбивств всіх тих, кого німці підозрювали у співпраці як інформаторів із представниками Союзницької контрольної комісії, що несла відповідальність за виконання Німеччиною умов договору. Ці вбивства були замовлені співробітниками «Зондергрупи R».
«Чорний рейхсвер» був розпущений восени 1923 роки, коли 30 вересня 1923 намагався несанкційовано спровокувати антиурядовий заколот. Фон Бок брав найактивнішу участь у придушенні цього заколоту. Але, попри це, майбутній фельдмаршал був звинувачений у причетності до створення «чорного рейхсверу» і постав перед судом як свідок, однак до кримінальної відповідальності притягнутий не був через відсутність доказів провини.
Внаслідок скандалу фон Бок був зміщений з посади і переведений командиром батальйону в 4-ту піхотну дивізію (Кольберг), якою командував близько двох років. 1925 року він підвищений в оберсти і призначений командиром полку 3-ї армійської групи; надалі переведений на службу до Військового міністерства Веймарської республіки. 1928 року фон Бок отримав призначення на посаду командира 1-ї кавалерійської дивізії (Франкфурт-на-Одері) і отримав чин генерал-майора, а через 3 роки — генерал-лейтенанта (1931). З 1932 року командир 2-ї піхотної дивізії і одночасно командувач 2-м військовим округом (Штеттин).
Прихід до влади в січні 1933 року нацистів фон Бок зустрів нашорошено, але коли вони взяли курс на відродження військової моці Німеччини і перегляд умов Версальського договору 1919 року, то повністю солідаризувався з ними. 1935 отримав чин генерала від інфантерії та призначення командувачем 3-ї армійської групи (Дрезден). Це об'єднання мало у своєму складі 8 піхотних дивізій 3-х військових округів (4-й, 6-й і 9-й військові округи). Восени 1937 року воно поповнилося ще 11-м та 12-м військовими округами.

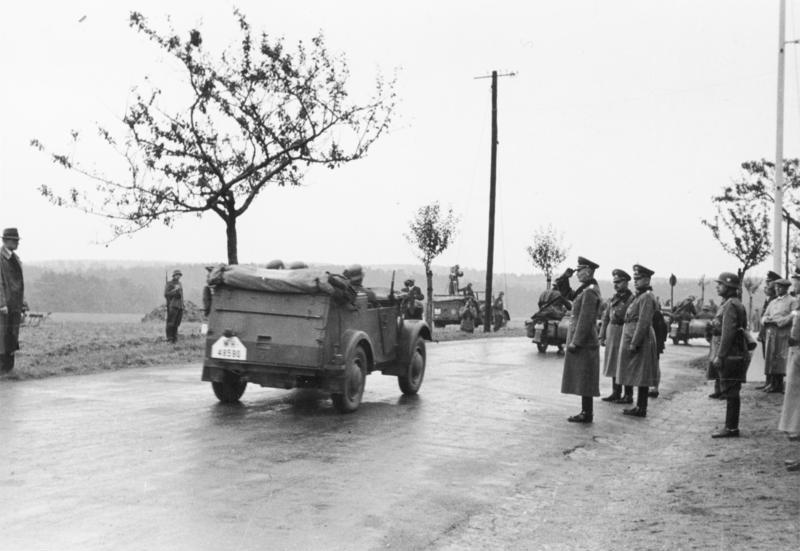
Генерал фон Бок вітає німецькі моторизовані війська на дорогах Чехословаччини. Окупація Судетів. 2 жовтня 1938

Фон Бок опинився одним із тих офіцерів, що не були зміщені з посади, коли Гітлер розпочав реорганізацію збройних сил на стадії переозброєння Німеччини до початку Другої світової війни. «Генеральська чистка» в лютому 1938 року і в подальші місяці фон Бока не торкнулася, а він поставився до цієї акції Гітлера байдуже. Хоча він залишався переконаним монархістом, і був частим гостем у маєтку колишнього кайзера, Гітлер нібито сказав про нього: «Ніхто у світі, окрім фон Бока, не може навчити солдатів вмирати». Фон Бок особисто виховував свої війська, стверджуючи:
«Ідеальний солдат виконує свій обов'язок до кінця, підкоряється наказу, навіть не замислюючись, думає лише про те, як його виконати, а його єдиним бажанням є померти почесною смертю солдата на полі бою».
У березні 1938 Ф. фон Бок командував військами 8-ї армії, що внаслідок аншлюсу захопили територію Австрії. Фон Бок дістав наказ, згідно з яким він повинен був зайнятися злиттям австрійської армії та Вермахту. Тут вкотре виявився справжній характер фон Бока. Він відкрито висловлював презирство до всього австрійського, навіть до власних нагород, отриманих від Австро-угорської імперії, які називав не інакше, як «нікчемними залізячками». У цей період Герман Герінг запрошував фон Бока на різні паради, церемонії та всілякі прийоми, присвячені святкуванню аншлюса. Представника Гітлера фон Бок вважав штатською особою, отже, не удостоював його навіть презирством. Від усіх запрошень він відмовлявся, не вважаючи потрібним навіть прикидатися ввічливим. Через повну відсутність у фон Бока комунікабельності, Гітлер був вимушений перевести генерала назад до Дрездена. Попри власне австрійське походження Гітлер особисто дуже низько цінував характерні риси австрійців, тому поведінка фон Бока ніяким чином не могла зашкодити його подальшій кар'єрі.
Згодом генерал фон Бок нетривалий час очолював війська розгорнутої там 5-ї армійської групи. У жовтні 1938 року він командував військами 2-ї армійської групи, що окупували Судетську область. Наприкінці 1938 року призначений командувачем 1-ї армійської групи (Берлін), змінивши на цій посаді звільненого у відставку генерала Герда фон Рундштедта. У тому ж році отримав військове звання генерал-полковника. Перед початком світової війни фон Бок став одним із найвпливовіших генералів німецької армії та безперечним авторитетом для офіцерського корпусу Вермахту. Це визнавав і високо цінував особисто Гітлер.

### Друга світова війна

#### Польська кампанія
25 серпня 1939 фон Бок був призначений командувачем групи армій «Північ», до складу якої входили дві польові армії: 3-тя армія (генерал Георг фон Кюхлер) і 4-та армія (генерал Гюнтер фон Клюге) й нараховувала 630 000 солдатів. У планах військової кампанії проти Польщі на групу армій покладалося завдання розгромити польські сили на півночі країни. Планом операції «Вайс» передбачалося завдати концентричних ударів із Померанії та Східної Пруссії, завдати поразки польській армії «Помор'я», встановити зв'язок між Східною Пруссією та Німеччиною. Надалі група армій фон Бока повинна була узгодженими діями всіх сил розгромити супротивника, що обороняється в районі північніше Вісли, і потім у взаємодії з групою армій «Південь» знищити польські частини, які ще залишаться в західній частині Польщі. З закруту річок Одера і Варти наступали лише невеликі сили, щоб ввести противника в оману і зв'язати його війська.

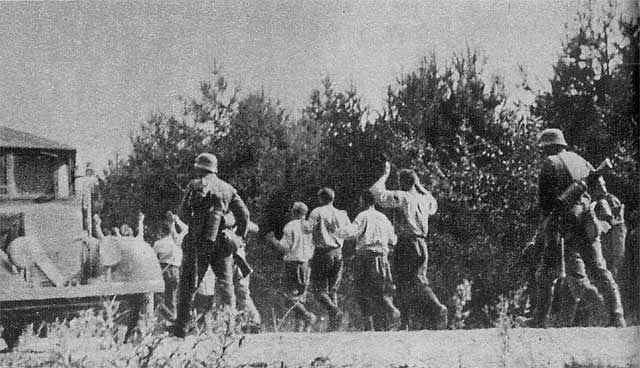
Вивід польських військовополонених на розстріл. 8 вересня 1939

Для здійснення задуму операції 4-та армія генерал-полковника фон Клюге завдавала удару зі Східної Померанії та за сприяння частин 3-ї армії, що наступала зі Східної Пруссії, захоплювала східний берег Вісли в районі Кульм і нижче. Потім, не гаючи часу, вона повинна була продовжувати наступ з району східніше Вісли в південно-східному напрямку.
Задача 3-ї армії генерал-полковника фон Кюхлера полягала в тому, щоб частиною сил допомогти 4-й армії форсувати Віслу, основними ж силами, зосередженими навколо Нейденбурга, завдати удар по військах противника, розташованих північніше ріки Нарев, розгромити їх, і, переправившись через річку, розвивати наступ на Варшаву і Седлец (Седльце). Планувалося, що переправа через Віслу біля Діршау (Тчев) буде захоплена в результаті раптового нападу. На кордонах Східної Пруссії з Польщею та Литвою німецьке командування передбачало залишити мінімальні сили.
1 вересня 1939 наступ військ фон Бока розпочався і розвивався в повній відповідності з доктриною бліцкригу. Однак уже в перші дні німецькі війська наштовхнулися на запеклий опір польських військ, що поступалися противникові у військовій силі. Однак, зосередивши на головних напрямках величезну масу танкових і моторизованих з'єднань, німці завдали потужного удару по всіх польських бойових частинах. Прикордонна битва розігралася 1-4 вересня в Мазовії, Помор'ї, Сілезії, а також на Варті. За лічені дні німецькі війська зламали оборону польських військ і зайняли Куявію, частину Велькопольського воєводства і Сілезії.
На півночі головні польські сили, сконцентровані в районі Млава і в Помор'ї, до 3 вересня зазнали поразки. Армія «Модлін», атакована 3-тю німецькою армією у Млави, змушена була відступити на лінію Вісла—Нарев. Армія «Помор'я» Владислава Бортновського після важких боїв і втрат під час боїв в оточенні у Борах—Тухольських залишила район Помор'я. Відразу ж по захопленню польського Помор'я німці перекинули 4-ту армію разом із 19-м моторизованим корпусом у Східну Пруссію, щоб почати звідти наступ на окрему оперативну групу «Нарев».
Разом із тим і польським військам вдалося завдати противнику кілька болючих ударів. У глибокому тилу групи армій «Північ» у районі Гданську і Геля польські війська, близько 18 000 осіб, продовжували оборону військово-морської бази польського флоту, бувши відрізаними від головних сил Війська Польського ще з 3 вересня. 13 вересня капітулювали польські війська в районі Гдині, гарнізон Геля бився і капітулював лише 2 жовтня.
14 вересня, просуваючись на південний схід, передові рухомі частини фон Бока під командуванням генерала Гудеріана підійшли до фортеці Брест, і 17 вересня фортеця була захоплена. Продовжуючи наступ у південному напрямку, в обхід Брест-Литовська, війська біля Влодави з'єдналися з передовими частинами 10-ї армії зі складу групи армій генерала Г. фон Рундштедта, тим самим замкнувши велике кільце навколо майже усіх польських військ.
Усього за п'ять тижнів польська армія була розгромлена, група армій Ф. фон Бока сплюндрувала «Польський коридор», дійшла до Брест-Литовська у Східній Польщі, де врешті-решт з'єдналася з частинами Червоної Армії.
30 вересня 1939 за відмінні дії у цій кампанії фон Бок був нагороджений Лицарським хрестом.

#### Французька кампанія
12 жовтня 1939, після успішного завершення військової кампанії в Польщі, фон Бок був переведений на Захід, де йому доручили командування групою армій «В», яка складалася з 29½ піхотних та 3 танкових дивізій. На першому етапі цієї кампанії до складу групи армій входили: 6-та (генерал Вальтер фон Райхенау) та 18-та армії (генерал Георг фон Кюхлер); на другому етапі — 4-та (Гюнтер фон Клюге), 6-та (Вальтер фон Райхенау) та 9-та (генерал Йоганес Бласковіц) армії, а також танкові групи генералів Германа Гота та Евальда фон Клейста.
За первісним планом війни з Францією завдання головного удару (через територію Бельгії) покладалося на групу армій «B», але фон Бок разом із низкою інших видних воєначальників Вермахту виступив проти цього плану. Врешті-решт з'явився новий план, що увійшов в історію військового мистецтва, як «план Манштейна», відповідно до якого головний удар через Арденни повинна була завдавати група армій «A» Г. фон Рундштедта. Цього разу план операції фон Боком був підтриманий.
Відповідно завданням групи армії фон Бока в цій кампанії стало атакувати англо-французькі війська через Нідерланди та оточити їх у північній частині Франції.

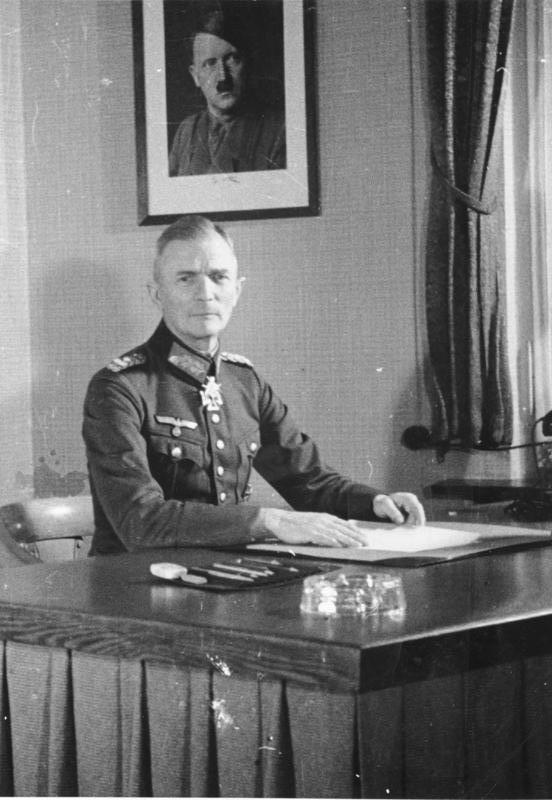
Генерал-полковник Ф. фон Бок. 6 квітня 1940

З початком Французької кампанії очолювані фон Боком війська розгромили за кілька днів бельгійську і голландську армії, окупували Бельгію і Голландію, а потім завдали поразки експедиційним англо-французьким військам у районі Дюнкерка, захопивши в полон до 40 тис. осіб. Фон Бок був украй невдоволений «стоп-наказом» Гітлера, що не дозволив йому завершити знищення притиснутих до моря в районі Дюнкерка військ західних союзників.
5 червня 1940 згідно із задумом плану «Рот» — другого етапу кампанії, група армій «B» фон Бока перейшла в наступ, намагаючись обійти Париж із двох сторін. Попри те, що переважна більшість із 47 дивізій групи армій були мобільними, за перші 48 годин операції німці не спромоглися досягти якихось серйозних успіхів. Але 9 червня група армій «В», прорвавши оборону французької 10-ї армії, вийшла до Сени і повернула до узбережжя. Стикаючись із запеклим опором погано організованих французьких військ, війська фон Бока наступали вздовж західної частини Франції. 14 червня Париж впав, французький уряд втік до Бордо. Незабаром Франція капітулювала.
19 липня 1940 року за успішне проведення Французької кампанії фон Бок, разом з одинадцятьма іншими вищими офіцерами рейху, отримав найвище військове звання генерал-фельдмаршала.
Після капітуляції Франції Гітлер доручив фон Бокові охорону всього її атлантичного узбережжя, чим викликав новий вибух обурення з боку останнього. Не приховуючи своєї крайньої незадоволеності цим призначенням, фон Бок не скупився на уїдливі репліки з цього приводу, порівнюючи себе зі «сторожем», роздратовано всіх критикував. Чутки про незадоволеність своїм положенням норовистого пруссака дійшли до Гітлера, і 11 вересня 1940 з початком підготовки військової кампанії на Сході фон Бок передав командування окупаційними військами у Франції генерал-фельдмаршалу Вільгельму Ріттеру фон Леебу. Сам він був призначений головнокомандувачем військами на Сході зі штаб-квартирою в Познані. Група армій «B» була передислокована до Східної Пруссії.
Спочатку в його підпорядкуванні перебувала лише 18-та армія, згодом прибули 2-га і 4-та армії. Втім велику частину зими 1940/41 генерал-фельдмаршал фон Бок провів у шпиталях і на курорті (виразка шлунку), тому службовими справами займався мало.

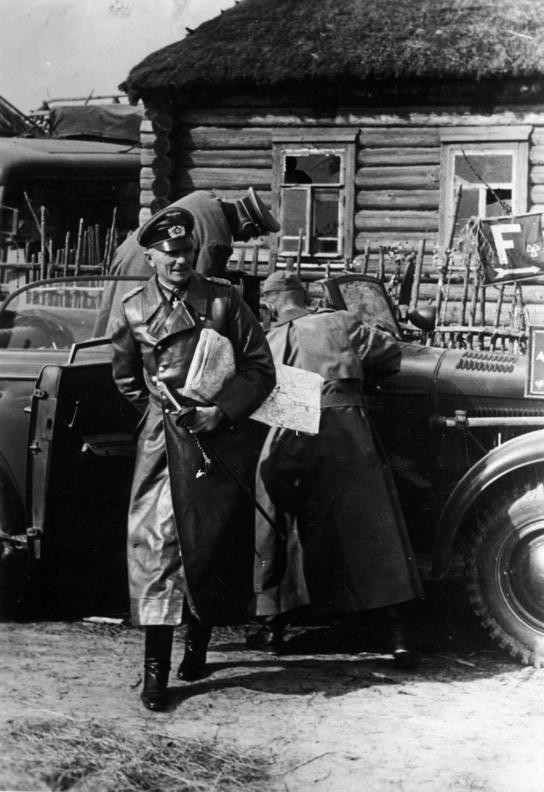
Генерал-фельдмаршал Федор фон Бок на Східному фронті. Жовтень 1941

### Німецько-радянська війна

#### Операція «Барбаросса»
На початку 1941 року Федор фон Бок висловлював незгоду з планом Гітлера почати війну проти СРСР, проте, коли підготовка до війни розпочалася, без коливань очолив командування групою армій «В», на яку було покладено завдання удару на головному — московському — напрямку.
1 квітня 1941 в ході підготовки операції «Барбаросса» група армій «В» була реорганізована в групу армій «Центр». Ця група армій, що зосереджувалася в Польщі, стала однією з трьох ударних стратегічних об'єднань, призначених для вторгнення у СРСР й була найпотужнішою серед них. На півночі наступала група армій «Північ» під командуванням генерал-фельдмаршала В. фон Лееба та на півдні група армій «Південь» під командуванням генерал-фельдмаршала Г. фон Рундштедта.

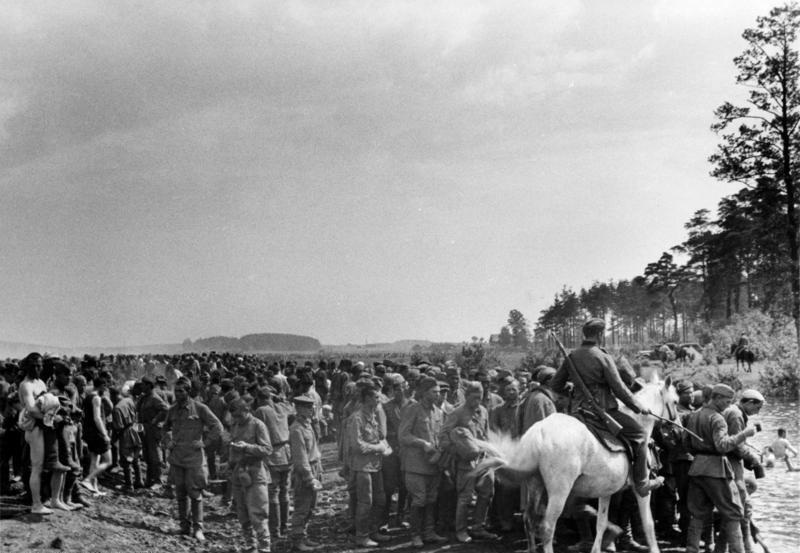
Радянські військовополонені, захоплені в районі Мінська. Білостоцько-Мінська битва, 5 липня 1941

До складу групи армій фельдмаршала Федора фон Бока входили: 4-та (генерал-фельдмаршал Г. фон Клюге) та 9-та (генерал А. Штраус) польові армії, 2-га (генерал Г. Гудеріан) і 3-тя (генерал Г. Гот) танкові групи — всього 51 дивізія, у тому числі 9 танкових і 7 моторизованих. З повітря її підтримував 2-й повітряний флот (генерал-фельдмаршал А. Кессельрінг).
О 3:15 22 червня 1941 з початком бойових дій німецькі війська швидко розпочали вторгнення вглиб радянської території по всьому фронту групи армій «Центр». З першими пострілами артилерійських гармат фон Бок перебував на передовому командному пункті групи армій, очікуючи доповіді своїх підлеглих з фронту. Протягом години після нападу перші повідомлення почали надходити до нього. Передові танкові підрозділи Г. Гудеріана перетнули річку Буг і продовжили просування в обхід міста Брест-Литовськ. Танки Г. Гота рушили біля Гродно в напрямку на річку Німан, намагаючись з ходу захопити важливі мости через водну перешкоду. Ряд розвідувальних підрозділів 4-ї та 9-ї армії вже перетнули річки Буг і Лясна.
О 07:00 фон Бок вилетів із Познані на передовий аеродром біля командного пункту XIII-го армійського корпусу. Після стислої доповіді про результати вторгнення фон Бок відвідав командний пункт Г. Гудеріана. Начальник штабу танкової групи Гудеріана — оберст К. фон Лібенштайн — привітав командувача і доповів, що кілька годин тому підрозділи 18-ї танкової дивізії вже подолали Західний Буг. Далі фельдмаршал відвідав XLVII-й моторизований корпус Й. Лемелсена, який схвильовано доповів про труднощі з фронту. Мости на радянській стороні річки Буг були занадто слабкими, щоб витримати вагу танків. У результаті декілька танкових колон були перенаправлені південніше на інший міст на Кодань. Це спричинило серйозний збій у графіку наступу, а близько десяти тисяч бойових машин та автомобілів зібралися на цій єдиній переправи. Попри це, перший день вторгнення був неймовірно успішним. Повідомлялося, що радянський опір був незначний та слабко організований і вторгнення стало повною несподіванкою для Червоної армії.
На другий день операції «Барбаросса» фельдмаршал фон Бок особисто перетнув річку Буг. У супроводі генерал-майора Г. Шмідта він прибув на командний пункт роти, де спостерігав артилерійський обстріл позицій радянських військ у Брест-Литовську. Попри те, що німецькі танки вже просунулися далеко вглиб радянської території, захисники міста трималися вперто. Того ж дня фон Боку була надана доповідь про те, що опір противника на всьому фронті наступу його групи армій вельми запеклий, особливо на південному фланзі, де наступав Г.Гудеріан. Адже війська Г. Гота просувалися з набагато більшою легкістю по північній Білорусі. Танкова група Г. Гота просувалися настільки швидко, що фон Бок зв'язався з головнокомандувачем сухопутними військами В. фон Браухічем з пропозицією обійти Мінськ, залишивши радянські війська позаду на користь наступу в загальному напряму на Вітебськ, щоб, скориставшись нагодою, можна було б зробити ривок на Москву. Спочатку його пропозиція була сприйнята позитивно, але незабаром була відхилена Гітлером, який наполіг на оточенні та знищенні радянських армій Західного фронту під Мінськом. Федор фон Бок писав у своєму щоденнику:
Оточення Мінська не є вирішальним. Крім того, я впевнений, що противник чекає від нас штурму Мінська і тому буде зосереджувати значні сили на наступній природній перепоні.
У перші ж тижні бліцкригу війська фон Бока здобули блискучу перемогу в Білорусі. Потужне угрупування Червоної Армії, що протистояло Вермахту, на початок липня 1941 року зазнало нищівної поразки. Велика частина Західного фронту генерала армії Дмитра Павлова була оточена і знищена. Лише полоненими війська групи армій «Центр» захопили понад 300 тис. осіб, знищили понад 3,3 тис. танків і до 1,8 тис. артилерійських систем. Далі фон Бок діяв на смоленському напрямку, завдавши в ході битви нової поразки Червоній армії під Смоленськом, де було полонено до 180 тис. чоловіків, а далі під Гомелем, де було захоплено в полон понад 80 тис. радянських військовослужбовців. Розвиваючи досягнутий успіх, фон Бок розгорнув стрімкий наступ на Москву, вже 16 липня він захопив Смоленськ.
У цей час виникли перші серйозні розбіжності між фон Боком і Генеральним штабом Сухопутних військ Вермахту, в рішення якого персонально втручався Гітлер. Наприклад, фон Бок вважав доцільним продовжувати стрімкий наступ вглиб території силами ударних танкових та моторизованих з'єднань, щоб встигнути захопити Москву до початку зими, а дрібні дезорганізовані скупчення радянських військ, що опинилися в тилу німецького Вермахту, залишати для знищення піхотним дивізіям, які слідували за ним. Натомість Гітлер наполягав на знищенні недобитків радянських армій і відклав наступ на Москву.
Більш того, незабаром Гітлер зняв із напрямку наступу фон Бока великі сили і перекинув їх на посилення груп армій «Північ» і «Південь». У цілому фельдмаршал був позбавлений 5 моторизованих і 3 армійських корпусів, а також значної частини авіації. У вересні 1941 року серйозно ослаблена група армій «Центр» була вимушена припинити наступ і закріпитися на досягнутих рубежах, де тимчасово перейти до оборони. Після розгрому київського угрупування Червоної Армії і стабілізації обстановки на північному фланзі Східного фронту фон Бок, заручившись підтримкою ряду вищих воєначальників (В. фон Браухіч, Ф.Гальдер, А.Кессельрінг тощо), зумів переконати Гітлера в необхідності продовжити наступ на Москву.

#### Операція «Тайфун»
9 вересня 1941 генерал-фельдмаршал Ф. фон Бок отримав наказ підготувати операцію «Тайфун» — довгоочікуваний наступ на Москву. Під час підготовки операції його група армій «Центр» була значно посилена іншими арміями і дивізіями.

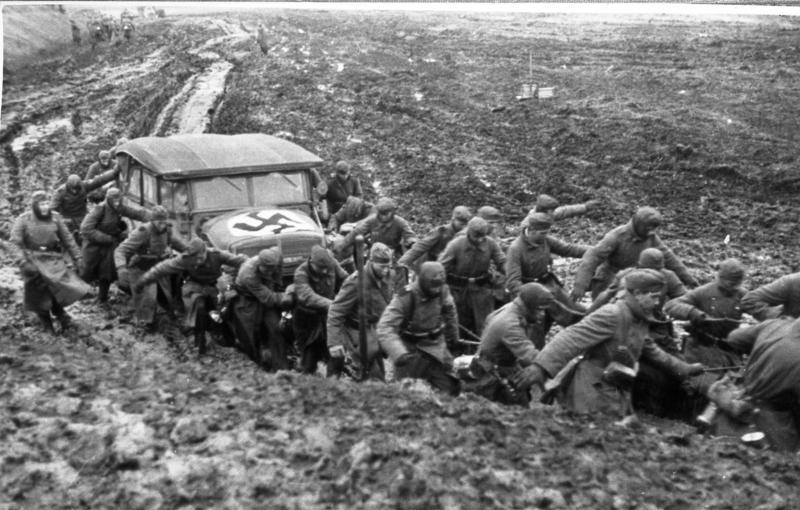
Німецькі війська під час операції «Тайфун»

З групи армій «Північ» на московський напрям були передані 4-та танкова група (чотири танкові і дві моторизовані дивізії) та авіаційний корпус; із групи армій «Південь» — дві танкові і дві моторизовані дивізії; із резерву ОКХ — два танкових з'єднання. Перекидання військ проводилося приховано, переважно в нічний час.
Наприкінці вересня в групі армій «Центр» (9, 4 і 2-га польові армії, 3, 4, 2-га танкові групи) налічувалося 74,5 дивізії, в тому числі 14 танкових і 8 моторизованих, або 64 % всіх німецьких рухомих з'єднань, що діяли на німецько-радянському фронті. На 1 жовтня група армій «Центр» мала у своєму складі 1800 тис. осіб, понад 14 тис. гармат і мінометів, 1700 танків, або 42 % особового складу, 33 % гармат і мінометів, 75 % танків від загальної їх кількості на німецько-радянському фронті. Для підтримки наступу на Москву виділялося близько 1390 літаків.
Замисел операції «Тайфун» передбачав нанесення великими угрупованнями, зосередженими в районах Духовщини (3-тя танкова група), Рославля (4-та танкова група) та Шостки (2-га танкова група), потужних ударів у східному і північно-східному напрямках з метою розчленування оборони радянських військ, оточення та знищення військ Західного і Резервного фронтів в районі Вязьми і Брянського — в районі Брянська. Надалі сильними моторизованими угрупованнями охопити Москву з півночі і півдня і одночасно фронтальним наступом піхотних з'єднань оволодіти радянською столицею.
30 вересня 1941 року 2-га танкова група Г.Гудеріана першою розпочала наступ, атакувавши оборонні позиції радянського Брянського фронту. 2 жовтня за планом операції перейшли в наступ 3-тя Г. Гота та 4-та Е. Гепнера танкові групи на Вяземському напрямку проти військ Західного та Резервного фронтів. В результаті Ф. фон Боком були здобуті нові перемоги: під Вязьмою і Брянськом, досягнуті значні стратегічні цілі. Військовий історик Карелл назвав їх «найблискучішим оточенням у військовій історії». З 30 вересня по 17 жовтня 1941 року фельдмаршал оточив у двох величезних котлах і знищив 81 радянську дивізію. У полон потрапило 673 000 осіб. Червона Армія втратила 1 242 танки та 5 412 гармат.
Залишаючи поза увагою значні втрати, які зазнавали німецькі війська, погані погодні умови (осіннє бездоріжжя) і непідготовленість солдатів до ведення бойових дій у зимових умовах, Федор фон Бок продовжував гнати свої війська вперед та наполягав на продовженні наступу за будь-яку ціну. Два інших командувачі групами армій (Г.фон Рундштедт і В.фон Лееб) виступали за те, щоб тимчасово припинити наступальні бойові дії на Східному фронті та перейти до оборони, і Гітлер, судячи з усього, готовий був до них прислухатися.

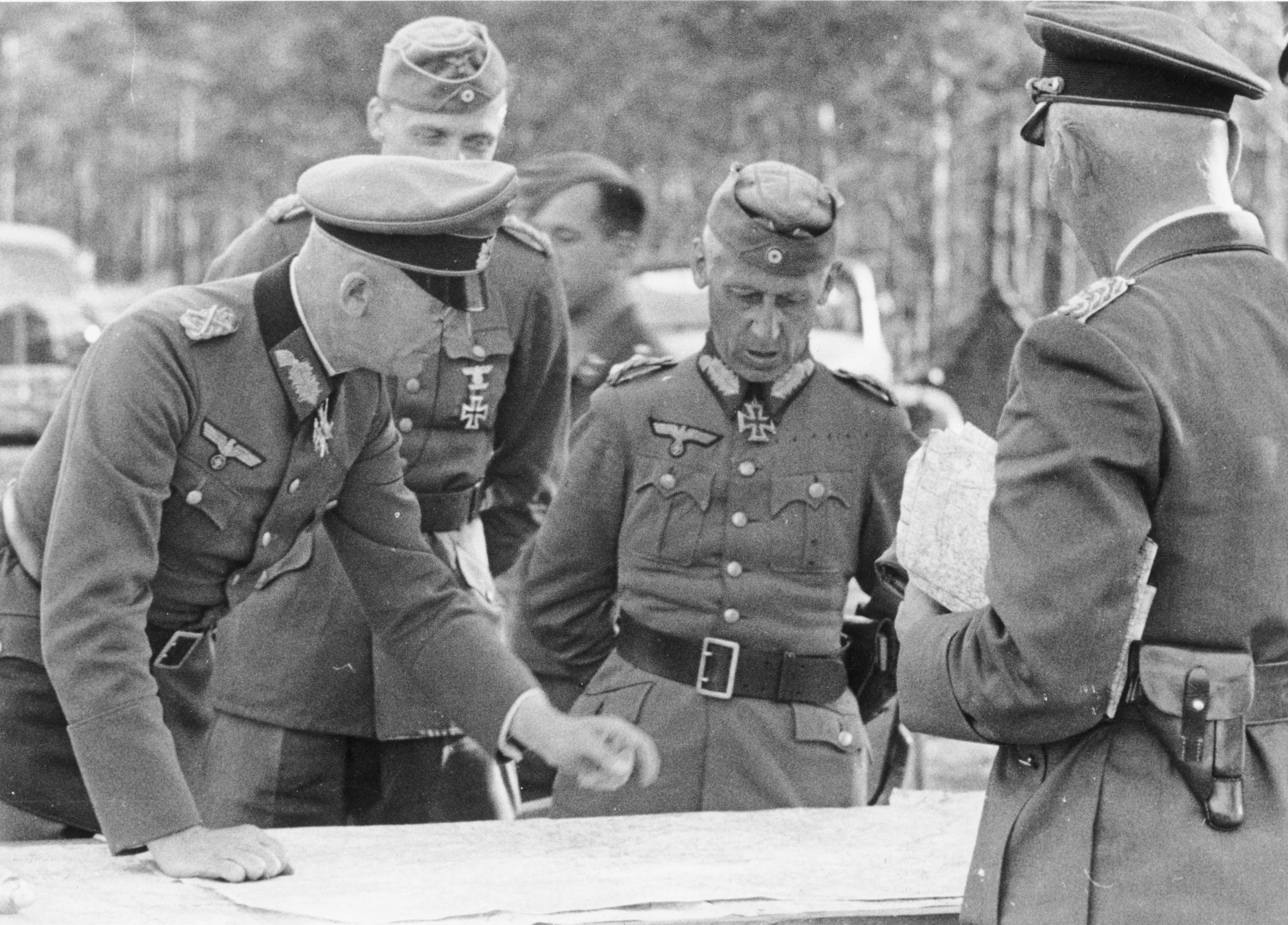
Генерал-фельдмаршал Ф. фон Бок із командувачем 3-ї танкової групи генерал-полковником Г. Готом та генерал-фельдмаршалом В. фон Ріхтгофеном. Східний фронт. 8 липня 1941

За підтримки своїх старих товаришів В. фон Браухіча (головнокомандувач сухопутними військами) і Ф. Гальдера (начальник Генерального штабу сухопутних військ) йому все ж удалося наполягти на своєму. Під їх тиском Гітлер був вимушений віддати наказ про відновлення наступу на Москву, припиненого 2 тижні тому. Однак особисто генерал-фельдмаршал Федор фон Бок у цей час відверто казав, що наближається момент, «коли сили військ будуть повністю виснажені».
15 листопада 1941 з початком другого етапу операції «Тайфун» армії фон Бока знову перейшли в наступ на Москву, але цього разу операція не була такою вдалою, як очікувалося. Замість трьох-чотирьох тижнів, на які розраховував фон Бок для захоплення Москви, його війська зустріли шалений опір радянських військ і вже не могли швидко просуватися в напрямку радянської столиці. Ситуація ускладнювалася через осіннє бездоріжжя та, пізніше, сильні морози. Коли Вермахт, після сильних морозів, знову активізував наступальні операції, він постійно стикався з новими радянськими угрупованнями, які, на відміну від німецьких дивізій, мали зимовий одяг. Оскільки результат війни німцями вже в серпні вважався вирішеним, у надії на швидку перемогу багато німецьких частин залишили в інших місцях своє додаткове екіпірування, більшість вояків взагалі не була забезпечена шинелями і рукавичками. Не маючи зимового обмундирування, німецькі війська зазнавали великих втрат від холоду, кількість обморожених обчислювалася багатьма тисячами. Постачання військ майже повністю припинилося. У бойових частинах почався голод, в ужиток пішла конина. Німецька техніка виявилася не пристосованою до роботи при низьких температурах; танки, автомашини, артилерійські тягачі опинилися в бездіяльності. У багатьох танкових дивізіях тільки третина танків перебувала в бойовій готовності. Деякі піхотні дивізії мали в цілому лише один повністю укомплектований і готовий до бою батальйон. Один із повітряних флотів Німеччині був передислокований у район Середземномор'я для надання підтримки африканському корпусу Роммеля.

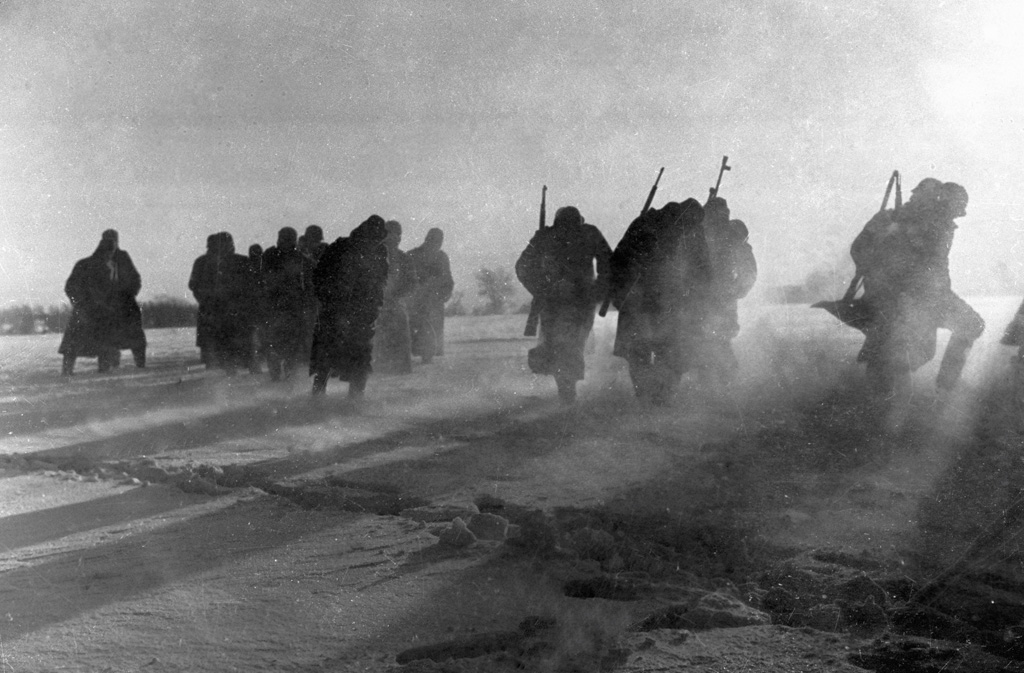
Німецькі війська під Москвою. 27 грудня 1941

Долаючи наполегливий та зростаючий опір радянських військ, німці продовжували на межі своїх можливостей просуватися вперед. Власне, фон Бок, перебуваючи на межі нервового зриву, продовжував гнати їх вперед, попри втрати. Велику частину часу фельдмаршал проводив у військах, намагаючись надихнути їх на останній ривок.
29 листопада 1941, після двох тижнів запеклих боїв, виснажені німецькі війська групи армій «Центр» вийшли на найкоротшу відстань до радянської столиці, але тут їх наступальні можливості остаточно вичерпалися. На початку грудня одному з розвідувальних підрозділів Вермахту навіть вдалося прорватися до передмість Москви, однак це вже ніяк не могло змінити ситуацію. 2 грудня 1941 року фон Бок віддав наказ на припинення наступу та перехід до оборони.
Через 3 дні, 5 грудня 1941, Червона Армія силами мільйона військовослужбовців і 700 танків перейшла в контрнаступ під Москвою. Німецьке керівництво було захоплене зненацька, і здавалося, що розгром групи армій «Центр» — це тільки питання часу. Начальник Генерального штабу сухопутних військ Гальдер у своєму щоденнику зізнався, що склалося «найкритичніша ситуація в ході двох світових воєн». Попри наказ Гітлера ні під яким виглядом не здавати зайнятих позицій, війська фон Бока під ударами радянських армій почали повсюдно відступати, зазнаючи величезних втрат у живій силі та техніці. Своєю чергою фон Бок покладав відповідальність за це на вище керівництво, яке примушувало його відкласти наступ на Москву, коли захоплення міста було ще можливим.
16 грудня фон Бок попрохав особистого ад'ютанта Гітлера полковника Р. Шмундта доповісти фюрерові про те, що його, Бока, здоров'я знов похитнулося (відкрилася виразка шлунку). Через 2 дні генерал-фельдмаршал В. Кейтель повідомив фон Бока, що фюрер запропонував йому взяти відпустку за хворобою. Той скористався цією пропозицією і того ж дня (18 грудня 1941 року) здав командування групою армій генерал-фельдмаршалові Г. фон Клюге. Гітлер поінформував свого збанкрутілого фельдмаршала, що не вважає його винним у невдачі під Москвою. Залишається дивним, але, попри величезні досягнення на першому етапі німецько-радянської війни, і те, що фон Бок майже дійшов до стін Москви, він на знак подяки не отримав від фюрера жодної нагороди.

#### Кампанія 1942
Рівно через місяць Гітлер викликав Федора фон Бока до себе в ставку і призначив його командувачем військами групи армій «Південь». Цей пост після раптової кончини генерал-фельдмаршала В. фон Райхенау виявився вакантним. До складу цієї групи армій входили 6-та (генерал Ф. Паулюс), 17-та (генерал Г. Гот), 2-га (генерал М. фон Вейхс), 1-ша танкова (генерал Е. фон Клейст) та 11-та (генерал Е. фон Манштейн) армії. Крім того, в оперативному підпорядкуванні фон Бока перебували дві румунські армії (3-тя та 4-та).

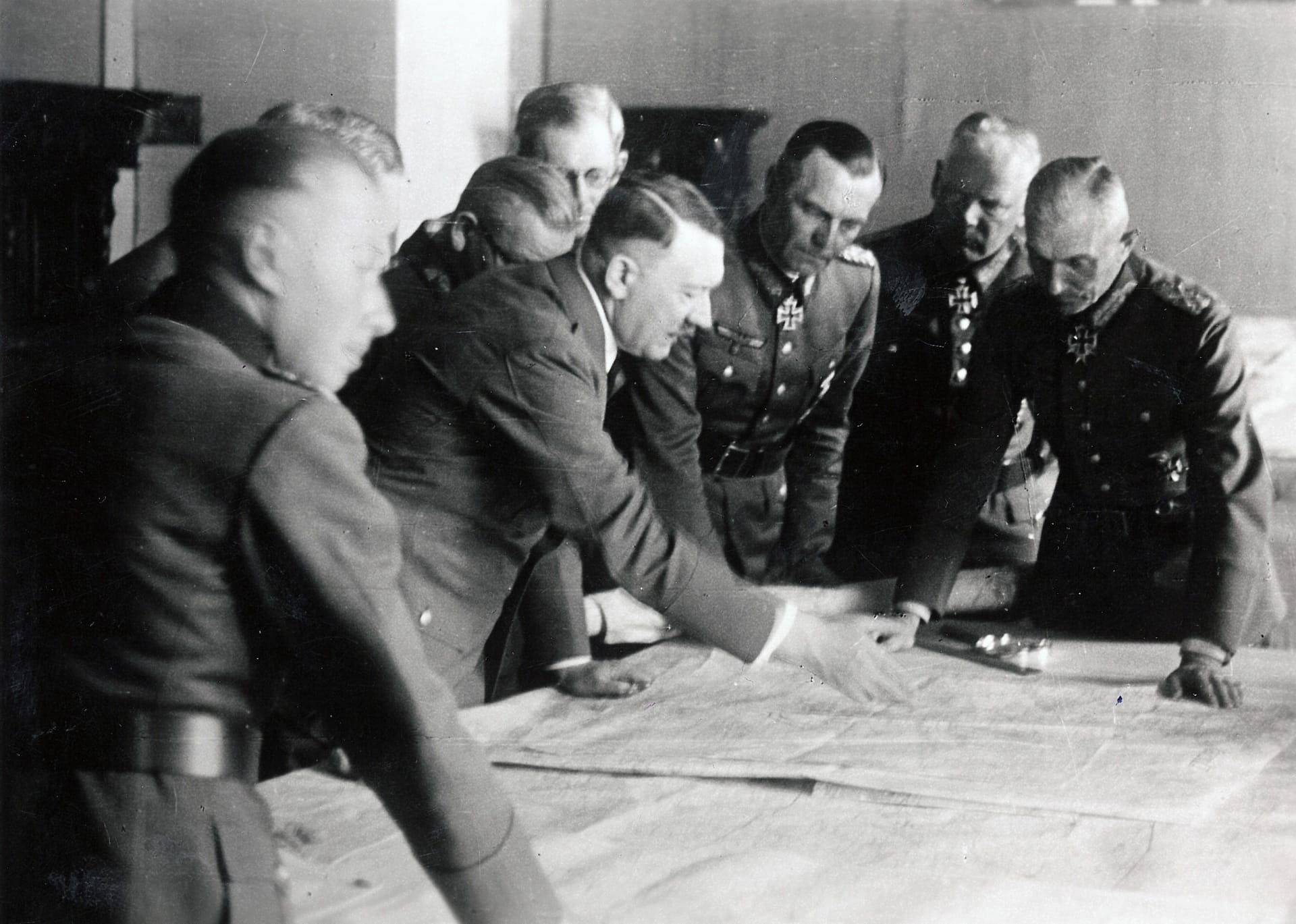
Стратегічна нарада Гітлера у штаб-квартирі групи армій «Південь» напередодні початку операції «Блау». Зліва направо: генерал-фельдмаршал Ф. фон Бок, генерал-майор А. Гойзінгер, А. Гітлер, генерал-полковник Е. фон Маккензен, генерал танкових військ Ф. Паулюс, генерал від інфантерії Г. фон Зоденштерн, генерал-полковник М. фон Вейхс. 1 червня 1942

У середині січня 1942 року, на фоні загального зимового наступу Червоної армії 1941 року по всьому фронту, радянські війська перейшли в наступ і в Україні, завдавши основного удару в напрямі Ізюм—Дніпропетровськ. До кінця місяця вони вийшли на ближні підступи до Дніпропетровська, створивши серйозну загрозу комунікаціям групи армій «Південь». Проте тут їхній наступ зупинився. Наступальні можливості ударного угрупування радянського Південно-Західного фронту виявилися значною мірою вичерпаними і війська перейшли до вимушеної оборони.
Навесні 1942 загальна обстановка по всьому німецько-радянському фронту поступово стабілізувалася, обидві сторони накопичували нові сили та готувалися до прийдешньої літньої кампанії. За задумом гітлерівської ставки головний удар на Східному фронті в кампанії 1942 року німецькі війська повинні були завдати на півдні. Керівництво ударним угрупованням покладалося на фон Бока. Відповідно в його розпорядження були направлені всі резерви. Фон Бок планував почати наступ 18 травня, але радянські війська випередили його на 6 діб та 12 травня самі перейшли в наступ. До 17 травня їх війська вийшли на ближні підступи до Харкова, але незабаром були зупинені німецькими військами, що продовжували міцно утримувати оборону.
17 травня 1942 1-ша німецька танкова армія Е. фон Клейста завдала удар в тил наступаючим частинам Червоної Армії. Частинам Клейста вже в перший день контрнаступу вдалося прорвати оборону 9-ї армії Південного фронту і до 23 травня відрізати радянським військам шляхи відходу на схід. Семен Тимошенко доповів про ситуацію до Москви, благаючи про підкріплення. Щойно призначений на посаду начальника Генерального штабу Олександр Василевський запропонував відвести війська з Барвінківського виступу, однак Сталін дозволу на відступ не дав.
Вже до 18 травня ситуація різко погіршала. Начальник Генштабу О. М. Василевський ще раз запропонував припинити наступ і вивести 6-ту, 9-ту, 57-му армії та армійську групу генерала Л. В. Бобкина з Барвінківського виступу. Однак С. К. Тимошенко і Микита Хрущов доповіли, що загроза з боку південного угруповання Вермахту перебільшена, і Йосип Сталін знову відмовився дати наказ на відведення військ.
23 травня ударні угрупування Ф. Паулюса та Е. фон Клейста з'єдналися західніше Ізюму, замкнувши кільце оточення довкола основних сил радянського Південно-Західного фронту. Значна частина військ ударного угруповання Червоної Армії опинилася в оточенні в трикутнику Мерефа-Лозова-Балаклія. До кінця травня оточене угрупування радянських військ було знищене. Її втрати лише полоненими становили близько 240 тис. осіб, до 1,2 тис. танків і 2 тис. гармат.

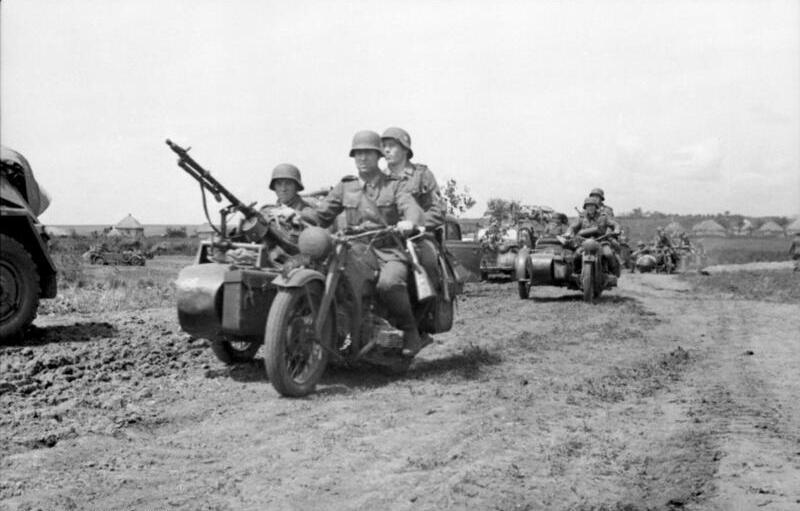
Німецька мотопіхота 13-ї танкової дивізії на дорогах України. Друга битва за Харків. 1 червня 1942

Попри блискучу перемогу фон Бока під Харковом, Гітлер все ж залишився незадоволений його діями в цій битві, поставивши в провину фельдмаршалові низку часткових прорахунків. Наприкінці червня 1942 року фон Бок почав підготовку до другого етапу літнього наступу (операція «Блау»), мета якого полягала у виході на річку Дон, а також в захопленні Воронежа. Хоча наступ розвивався успішно, проте розгромити Червону армію західніше Дону не вдалося. Причину цього Гітлер угледів у млявій манері керівництва військами фон Боком.
9 липня 1942 група армій «Південь» була розділена на дві групи армій — «А» і «В». Фельдмаршалу фон Боку доручили очолити групу армій «В» (2А, 6А, 4 ТА та 2-га угорська армія). Наступними днями головні сили його групи армій втягнулися в битву за Воронеж, тоді як Гітлер вимагав від фон Бока основні зусилля зосередити на Сталінградському напрямку. Але фельдмаршал проігнорував наказ фюрера, вважаючи, що спочатку потрібно забезпечити свої фланги і лише після цього почати наступ на Сталінград. Більш того, він піддав критиці план Гітлера, згідно з яким фланги його ударного угрупування під час наступу повинні були прикривати ненадійні, на думку фон Бока, війська союзників (румуни, угорці, італійці).
Суперечності між фон Боком і Гітлером все зростали. 13 липня 1942 командувачу групи армій зателефонував начальник штабу ОКВ В. Кейтель і проінформував фельдмаршала, що фюрер невдоволений його діями і порадив йому піти у відпустку «у зв'язку із загостренням хвороби». Гітлер звинувачував фон Бока в невиконанні його наказів, тому генерала було знято з посади та відправлено до резерву. Після недовгої суперечки фон Бок вирішив підкоритися цій пораді. Він зрозумів, що Гітлер втратив до нього довіру.
15 липня 1942 року фон Бок здав командування групою армій командувачу 2-ї польової армії генерал-полковнику М. фон Вейхсу і відбув до Німеччини, де був зарахований до резерву ОКВ. До кінця війни Федор фон Бок не отримав жодного призначення.
Обґрунтовуючи прийняте ним рішення усунути фельдмаршала фон Бока з посади командувача групи армій «В», Гітлер сказав своєму ад'ютантові Шмундту, який до того часу дотримувався високої думки про полководницькі здібності Бока, що надалі він має намір працювати лише з тими воєначальниками, які готові беззаперечно виконувати його накази. Відставку фон Бока також пов'язують з його критичним ставленням до дій окупаційної влади стосовно мирного населення СРСР, а також небажанням Гітлера активно залучити антисталінський рух опору та РОА в боротьбі проти Радянського Союзу ще з початку війни.

### Останні роки життя
Перебуваючи з літа 1942 року в резерві, до квітня 1945 фон Бок мешкав у власному маєтку Гродткен у Східній Прусії. Він важко переживав своє вимушене перебування осторонь подій війни. Критично ставився до стратегії її ведення німецьким воєнно-політичним керівництвом, яке прагнуло нав'язати ворогові генеральну битву, але не мало для цього сформованих резервів. Операцію «Цитадель», що готувалася, порівнював з подіями під Верденом, що у 1916 р. знекровили німецьку армію. У липні 1944 після невдалого замаху на життя Гітлера старий фельдмаршал виступив з осудом заколотників, вважаючи відданість державі та керівництву країни вищим за інші міркування.
У квітні 1945 разом із фельдмаршалом Манштейном мав декілька зустрічей з К. Деніцом, намагаючись переконати його передати владу військовому керівництву та вжити заходів, що мали відвернути або пом'якшити катастрофічні наслідки поразки Німеччини у війні. 3 травня 1945 на Кільському шосе під час подорожі до Гамбурга його автомобіль був розстріляний англійським винищувачем-бомбардувальником. Від бомби, якою була знищена машина, загинули його дружина і донька, сам фон Бок був важко поранений і помер від ран 4 травня 1945.

### Роль фельдмаршала фон Бока в історії

#### Світосприйняття
Генерал-фельдмаршал Федор фон Бок належав до старого покоління гітлерівських воєначальників. Він був перш за все прусським генералом старого гарту, твердим прибічником традицій цієї замкнутої та консервативної військової касти, наскрізь пронизаної духом мілітаризму і станових пересудів. За своїми політичними переконаннями фон Бок належав до монархістів і, до того ж, був знаний як затятий націоналіст. Кумиром Федора фон Бока був переконаний прибічник монархії генерал Ганс фон Зект, що очолював рейхсвер у перші роки Веймарської республіки. У вузькому колі своїх однодумців цей генерал любив говорити: «Кайзер пішов, але його генерали залишилися», натякаючи, що у відповідний момент все може повернутися «на своє коло». Але цей момент так і не настав, на зміну республіканським порядкам прийшов гітлерівський «новий порядок»; кайзерівські генерали, так і не дочекавшись свого часу, постаріли й відійшли від справ, а промонархічно налаштовані генерали рейхсверу, на зразок фон Бока, що прийшли їм на заміну, були вимушені перейти на службу до націонал-соціалістів.

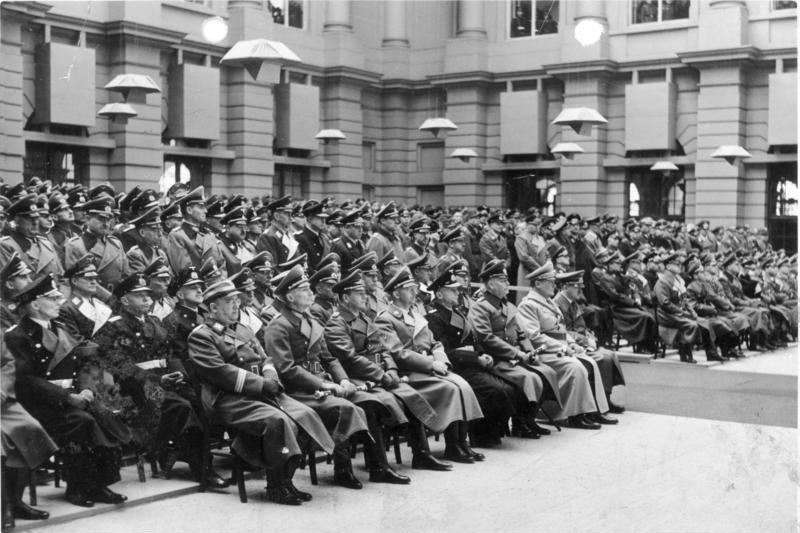
Ф. фон Бок серед вищого керівного складу Третього Рейху. Сидять у першому ряду: Гітлер, Г. Герінг, В. Кейтель, К. Деніц, Г. Гіммлер, Е. Мільх, Ф. фон Бок та Г. Оберліндобер. 21 березня 1943

Глибоко зневажаючи бюргерів, крамарів, люмпенів і подібних до них, що становили основу нового режиму, фон Бок проте впродовж багатьох років продовжував вірою і правдою служити, поставивши на службу нацистському Третьому рейху весь свій досвід, знання і неабиякі військові здібності. Така поведінка прусського аристократа була пов'язана з тим, що його духовні і життєві принципи (пангерманський світогляд, прусський мілітаризм і консерватизм, антидемократизм тощо) значною мірою були співзвучні політиці, що провадилася нацистським керівництвом Німеччини. Не поділяючи повною мірою ідеологію націонал-соціалізму, фон Бок водночас цілком й беззастережно підтримував військову політику Гітлера. У перші роки своєї військової кар'єри при нацистах він відрізнявся вражаючою аполітичністю. Зовнішня і внутрішня політика нацистського керівництва його мало турбувала, всі його думки були сконцентровані лише на зміцненні бойової моці армії та на власній військовій кар'єрі.

#### Федор фон Бок як воєначальник
Федор фон Бок не належав до видатних полководців, але володів багатьма якостями здібного воєначальника, про що переконливо свідчать його численні перемоги на битвах Другої світової війни. Це був високий, підтягнутий, з аристократичними манерами чоловік, що не мав особливих талантів, але володів твердою волею, завидною холоднокровністю і надзвичайною напористістю при вирішенні завдань, що стояли перед ним. До будь-якої справи він підходив серйозно і ґрунтовно; традиційний прусський педантизм буквально пронизував усі його вчинки і дії. Фон Бок вирізнявся ревним ставленням до виконання свого службового обов'язку, виявляв завзятість і цілеспрямованість у досягненні поставлених цілей, був прибічником суворого військового порядку, ніколи не зупинявся перед застосуванням суворих заходів до порушників дисципліни.
Його відданість фюрерові в перші роки не викликала сумнівів. У передвоєнні роки і в перші роки Другої світової війни фон Бок користувався великою довірою Гітлера. У 1939—1941 роках він був одним із трьох найвищих воєначальників Третього рейху, що очолювали групи армій німецького Вермахту. У ці роки фон Бок разом із Г. фон Рундштедтом були найвпливовішими і найзнаменитішими з воєначальників німецької армії. Вони обидва вважалися ніби негласними старійшинами її офіцерського корпусу. І Гітлер, і нацистське керівництво з цим до певного часу вимушені були рахуватися.
Але вже з 1942 року, коли фон Бок досяг всього, про що мріяв, — найвищого військового звання генерал-фельдмаршала — його ставлення до Гітлера почало зазнавати істотних змін. Не виключено, що вирішальну роль в цьому зіграло рішення Гітлера почати війну на Сході, не завершивши її на Заході. У цій ситуації навіть фон Боку став зрозумілим весь авантюризм гітлерівської політики.
Оцінки фон Бока як воєначальника суперечливі. Він відмінно зарекомендував себе в Польську та Французьку кампанії, які принесли йому заслужену бойову славу. Очолювані ним війська в обох кампаніях зробили вагомий вклад у швидкий і нищівний розгром спочатку Польщі, а потім Франції та її союзників.
У ході літньо-осінньої кампанії 1941 року на Сході фон Бок, діючи на напрямку головного удару і очолюючи центральне оперативно-стратегічне угрупування німецьких військ на Східному фронті, вщент розгромив більше десятка радянських армій і вийшов на ближні підступи до Москви. Але тут бойове щастя йому зрадило. З початком зими 1941/42 роки очолювані ним війська зазнали важкої поразки під Москвою. Вперше в Другій світовій війні німецька армія була вимушена почати загальний відступ. Особисто фон Бок при перших же невдачах під приводом хвороби поспішив залишити свою посаду. Його репутація полководця виявилася серйозно підірваною, а ореол непереможного полководця потьмянілий.
Однак Гітлер і після цього провалу ще не остаточно розчарувався у фон Боці. Рівно за місяць він знов доручив йому командування і знову на головному напрямі. Цього разу правим (південним) крилом Східного фронту. Навесні 1942 року Ф. фон Бок здобув блискучу перемогу під Харковом і розгорнув подальший наступ на Дон. Водночас, на думку Гітлера, його дії на Північному Донці, у Харківській битві й особливо на воронезькому і сталінградському напрямах вирізнялися недостатньою рішучістю, унаслідок чого були прогавлені можливості досягти більш вражаючих результатів. Насправді ж, фельдмаршал фон Бок, мабуть, врахувавши сумний для нього досвід битви під Москвою, діяв у 1942 році обачніше, ніж зазвичай, внаслідок чого і накликав на себе незадоволення Гітлера, що коштувало йому кар'єри. У середині літа 1942 він остаточно втратив довіру фюрера і був відправлений у почесну відставку.

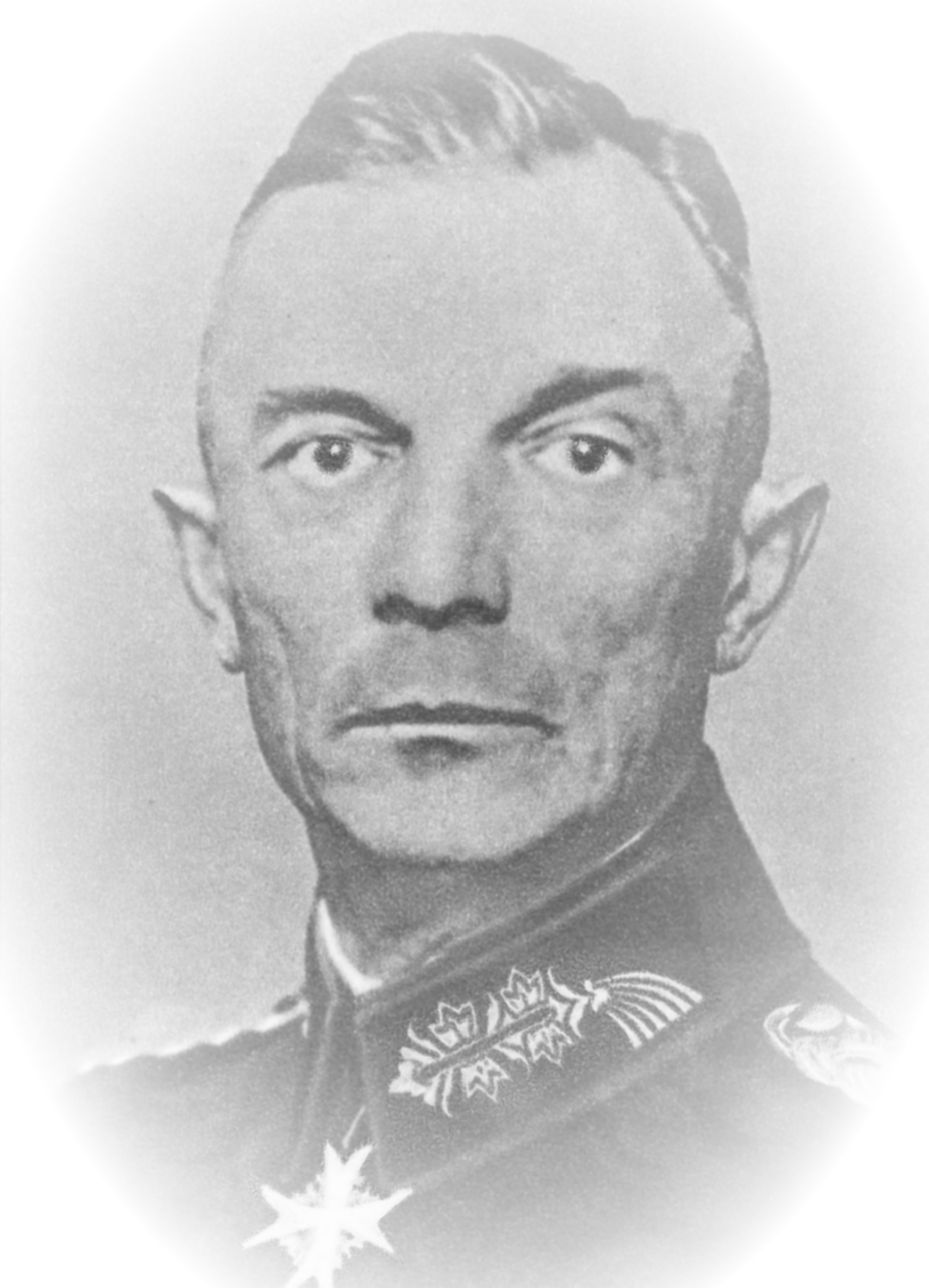
Портрет генерал-фельдмаршала Федора фон Бока

Авторитет фон Бока в армії був досить високий, попри його суворість і сухуватість. Так, коли в липні 1942 року він був звільнений у відставку, нацистське керівництво ще деякий час так і не наважувалося відкрито оголосити про це. Тому багато офіцерів і генералів Вермахту ще протягом декількох тижнів продовжували вважати, що фон Бок командує військами на півдні.
Цій помилці сприяла і нацистська пропаганда, в матеріалах якої весь цей час незмінно продовжувало фігурувати ім'я фон Бока. Особисто ж фон Бок ставився до цього несхвально, особливо коли стало зрозуміло, що наступ німецьких військ на Півдні заходить у безвихідь, не досягнувши поставлених цілей. Він не без підстав побачив у цьому навмисну спробу гітлерівського керівництва покласти на нього відповідальність за свій черговий стратегічний провал, представивши його в очах армії і народу отаким «офірним цапом». Реакція фон Бока була бурхливою, він зажадав внесення ясності у це питання і добився позитивного рішення.
Існує думка, що Федор фон Бок був досить неприємною особою. Суворий пруссак, якому було чуже навіть почуття гумору, вирізнявся великою пихатістю та амбітністю. Бувши людиною зарозумілою та самолюбною до крайності, фон Бок своєю непоступливістю і зарозумілістю зумів нажити собі багато ворогів, як в армії, так і в нацистських верхах. Чималу роль у цьому зіграло і те, що він із глибоким презирством ставився до цивільних осіб, а також до вихідців із «народних низів» і не вважав потрібним навіть приховувати цього.
Часто Ф. фон Бок не вмів ладнати зі своїми підлеглими. Так, широку популярність здобули його далеко не рідкі конфлікти із знаменитим танкістом генералом Г. Гудеріаном, який служив під його командуванням в Австрії, Польщі і Росії, а також і з іншими генералами, що мали сміливість висловлювати власну думку. Дуже не злюбив фон Бок свого колишнього товариша молодості генерала В. фон Браухіча за те, що той, бувши нижче його за рангом, на початку 1938 року обійшов фон Бока по службі, отримавши від Гітлера призначення на посаду головнокомандувача сухопутними військами Вермахту. Але, аж ніяк не виправдовуючи дуже складний і суперечливий характер фон Бока, все ж слід зауважити, що негативні оцінки його, як особи, з'явилися вже після війни, і, як правило, від осіб, що мали з ним неприязні стосунки, а тому не зовсім звільнені від суб'єктивізму. Варто пам'ятати, що Федор фон Бок став єдиним із фельдмаршалів Гітлера, що поліг під час Другої світової війни від ворожої кулі.

#### Фон Бок та нацизм
Відразу ж із початком вторгнення німецьких військ на територію Радянського Союзу Ф. фон Бок демонстративно відмовився ввести у військах своєї групи армій горезвісний наказ «Про комісарів». Незабаром його штаб перетворився на розсадник антигітлерівських настроїв, які особливо активізувалися після того, як на посаду начальника розвідки групи армій прибув оберст Х. фон Тресков, далекий родич фельдмаршала і представник не менш знатного, ніж фон Бок, прусського роду. До числа прибічників Трескова входили навіть ад'ютанти фон Бока. Сам же він на все це дивився крізь пальці, не чинив ніяких спроб покласти край антиурядовій діяльності своїх підлеглих. Однак, коли на початку 1942 року в штабі групи армій «Центр» сформувалася група змовників, вони здійснили спробу залучити до заколоту і фон Бока, що на той час очолював групу армій «Південь», то наразилися на рішучу відмову. «Якщо все вдасться, я вас підтримую, — відповів фельдмаршал, — але я не збираюся брати на себе відповідальність у випадку провалу». Федор фон Бок був переконаний, що як солдат, він не має права виступати проти голови держави і верховного головнокомандувача збройними силами, тим більше під час війни. У його розумінні це асоціювалося із державною зрадою. Але, водночас, він був не проти усунення Гітлера від керівництва державою і збройними силами, розуміючи, що той веде Німеччину до катастрофи.
Влітку 1943 року, коли фон Бок був вже без роботи, змовники знов спробували з ним зв'язатися і залучити на свій бік. І знову дістали категоричну відмову. Цього разу фон Бок відмовився від участі в заколоті проти Гітлера, вважаючи, що без підтримки СС він приречений на провал.

## Нагороди генерал-фельдмаршала Федора фон Бока
- Орден Корони (Пруссія) IV ступеня (13 вересня 1911)
- Залізний Хрест (1914) II (18 вересня 1914) та I ступеня (30 жовтня 1914) із застібками 1939 року (22 вересня 1939)
- Почесний Хрест Княжого ордена дому Гогенцоллернів III ступеня з мечами (жовтень 1914)
- Хрест «За військові заслуги» (Австро-Угорщина) III ступеня з військовою відзнакою (24 червня 1915)
- Лицарський Хрест Королівського ордена дому Гогенцоллернів з мечами (25 жовтня 1916)
- Орден Залізної корони (Австро-Угорщина) III ступеня з мечами (9 лютого 1917)
- Хрест «За військові заслуги» (Мекленбург-Шверін) II ступеня (3 серпня 1917)
- Ганзейський Хрест (Гамбург) (19 вересня 1917)
- Орден Церінгенського лева (Баден) III ступеня з мечами (10 січня 1918)
- Лицарський Хрест ордена Корони (Вюртемберг) з мечами (25 січня 1918)
- Ганзейський Хрест (Бремен) (30 січня 1918)
- Pour le Mérite (1 квітня 1918)
- Офіцерський Хрест ордена «За військові заслуги» (Болгарія) (2 серпня 1918)
- Хрест «За вислугу років» (Пруссія) (1920)
- Сілезький орел (15 квітня 1921)
- Почесний хрест ветерана війни за 1914-1918 (14 грудня 1934)
- Медаль «За вислугу років у Вермахті» особливого класу (за 40 років військової служби) (12 вересня 1939)
  - Медаль «За вислугу років у Вермахті» I класу (за 25 років військової служби) (2 жовтня 1936)
  - Медаль «За вислугу років у Вермахті» силах II класу (за 18 років військової служби) (2 жовтня 1936)
  - Медаль «За вислугу років у Вермахті» III класу (за 12 років військової служби) (2 жовтня 1936)
  - Медаль «За вислугу років у Вермахті» IV класу (за 4 роки військової служби) (2 жовтня 1936)
- Медаль «У пам’ять 13 березня 1938 року» (21 листопада 1938)
- Медаль «У пам'ять 1 жовтня 1938»
- Орден Югославської Корони I ступеня (1 червня 1939)
- Лицарський хрест Залізного хреста (30 вересня 1939)
- Великий Хрест ордена Корони Італії (27 серпня 1940)
- Орден Михая Хороброго
  - III ступеня (29 липня 1942)
  - II ступеня (29 липня 1942)
  - I ступеня (1 грудня 1942)
- Великий Хрест ордена Заслуг (Угорщина) з мечами (27 листопада 1942)
- 4 рази відмічений в доповіді Вермахтберіхт (7 серпня 1941, 19 вересня 1941, 18 жовтня 1941, 30 травня 1942)

## Цитати і відгуки
«Федір фон Бок був зразком гарного прусського офіцера старої школи: скромний, люб'язний, — без моноклю, — та позбавлений тої пихатості, яка нам, німцям, що виховувалися у Росії, була настільки неприємною» — Штрик-Штрикфельдт В. К.

## Мемуари
- Бок Фёдор, фон. Я стоял у ворот Москвы = Zwischen Pflicht und Verweigerung: das Kriegstagebuch / Пер. А. Кашина. — М. : Яуза, Эксмо, 2006. — 512 с. — ISBN 5–699–16137–6. (рос.)